# ケンメア伯爵
ケンメア伯爵（ケンメアはくしゃく、英: Earl of Kenmare）は、アイルランド貴族の爵位。1801年に創設され、1952年に廃絶した。

## 歴史
ケリー県の地主ヴァレンタイン・ブラウン(1580s?–1633)は1622年2月16日にアイルランドにおける準男爵に叙された後、1623年にケリー県長官を務めた。その息子である2代準男爵ヴァレンタイン・ブラウン(c.1615–1640)は1630年代にアイルランド庶民院議員を務めた。
その息子である3代準男爵ヴァレンタイン・ブラウン(1638–1694)は1689年4月20日にアイルランド貴族であるカースルロス男爵とケンメア子爵に叙され、同年5月にジェームズ2世が招集したアイルランド議会に出席した。しかし、これはジェームズ2世がイングランド王を廃位された後の出来事であり、政府には承認されずジャコバイト貴族として扱われた。彼は1691年のオーグリムの戦いで捕虜になり、私権剥奪された。
その息子である4代準男爵ニコラス・ブラウン(c.1660–1720)もジャコバイトであり、父とともに私権剝奪されたが、4代準男爵の息子にあたる5代準男爵ヴァレンタイン・ブラウン(1695–1736)の代に領地を取り戻した。
5代準男爵の孫にあたる7代準男爵ヴァレンタイン・ブラウン(1754–1812)は1798年2月14日にアイルランド貴族であるカースルロス男爵とケンメア子爵に、1801年1月2日に同じくアイルランド貴族であるカースルロス子爵とケンメア伯爵に叙された。1798年の叙爵では「準男爵サー・ヴァレンタイン・ブラウン」と呼ばれ、1689年の叙爵が無効かつ準男爵位が存続しているという公式見解が示された形となった。
初代伯爵の息子にあたる2代伯爵ヴァレンタイン・ブラウン(1788–1853)はケリー統監を務め、1841年8月14日に連合王国貴族であるケリー県におけるカースルロスのケンメア男爵に叙されたが、息子をもうけなかったためケンメア男爵位は1代で廃絶した。
2代伯爵の弟にあたる3代伯爵トマス・ブラウン(1789–1871)は自由党を支持し、1856年3月12日に連合王国貴族であるケリー県におけるキラーニーのケンメア男爵に叙された。
その息子にあたる4代伯爵ヴァレンタイン・オーガスタス・ブラウン(1825–1905)は政治家であり、庶民院議員、王室監査官、侍従たる議員、宮内長官、ケリー統監を歴任した。
4代伯爵の孫にあたる7代伯爵ジェラルド・ラルフ・デズモンド・ブラウン(1898–1952)が生涯未婚のまま死去すると、爵位はすべて廃絶した。

## （Molahiffeの）ブラウン準男爵（1622年）
- 初代準男爵サー・ヴァレンタイン・ブラウン（英語版）（1580年代? – 1633年）
- 第2代準男爵サー・ヴァレンタイン・ブラウン（英語版）（1615年ごろ – 1640年）
- 第3代準男爵サー・ヴァレンタイン・ブラウン（英語版）（1638年 – 1694年）
  - 1689年、ジャコバイト貴族（英語版）のケンメア子爵に叙爵
- 第4代準男爵サー・ニコラス・ブラウン（英語版）（1660年ごろ – 1720年）
- 第5代準男爵サー・ヴァレンタイン・ブラウン（英語版）（1695年 – 1736年）
- 第6代準男爵サー・トマス・ブラウン（英語版）（1726年 – 1795年）
- 第7代準男爵サー・ヴァレンタイン・ブラウン（1754年 – 1812年）
  - 1798年、アイルランド貴族におけるケンメア子爵に叙爵。1801年、ケンメア伯爵に叙爵

## ケンメア伯爵（1801年）
- 初代ケンメア伯爵ヴァレンタイン・ブラウン（1754年 – 1812年）
- 第2代ケンメア伯爵ヴァレンタイン・ブラウン（1788年 – 1853年）
  - 1841年、連合王国貴族におけるケンメア男爵に叙爵。1853年に廃絶
- 第3代ケンメア伯爵トマス・ブラウン（1789年 – 1871年）
  - 1856年、連合王国貴族におけるケンメア男爵に叙爵
- 第4代ケンメア伯爵ヴァレンタイン・オーガスタス・ブラウン（英語版）（1825年 – 1905年）
- 第5代ケンメア伯爵ヴァレンタイン・チャールズ・ブラウン（英語版）（1860年 – 1941年）
- 第6代ケンメア伯爵ヴァレンタイン・エドワード・チャールズ・ブラウン（英語版）（1891年 – 1943年）
- 第7代ケンメア伯爵ジェラルド・ラルフ・デズモンド・ブラウン（1896年 – 1952年）